# عبد الله المحمد
عبد الله المحمد لاعب كرة قدم سعودي من مواليد مدينة جدة 12 مارس 1992 يلعب في خط الوسط يلعب حالياً في نادي بيشة.

## مسيرة اللاعب
كانت بداياته مع النادي الأهلي و لعب في النادي الفيصلي بنظام الإعارة من النادي الأهلي في عام 2015 و أعاره الأهلي إلى نادي الخليج في عام 2016 و وقع مع نادي الكوكب مطلع عام 2018 و وقع مع نادي الطائي في صيف 2019 و انتقل إلى نادي أحد مطلع عام 2020 و انتقل إلى نادي الدرعية في صيف 2020 و انتقل إلى نادي بيشة في صيف 2021 و وقع مع نادي جدة مطلع عام 2022 و وقع مع نادي طويق في عام 2022 و وقع مع نادي الصفا مطلع عام 2023 و وقع مع نادي الساحل في صيف 2023 وانتقل إلى نادي بيشة في عام 2024.

## الحياة الشخصية
عبد الله هو شقيق كل من اللاعبين ياسر المحمد وعبد العزيز المحمد.

## روابط خارجية
- عبد الله المحمد على موقع قاعدة بيانات كرة القدم.إي يو (الإنجليزية)
- عبد الله المحمد على موقع Soccerway.com (الإنجليزية)